# وپریود (داغستان)
وپریود (به لاتین: Vperyod) یک منطقهٔ مسکونی در روسیه است که در شهرستان کیزلیارسکی واقع شده‌است.